# Estación de Lucca
La estación de Lucca es la principal estación ferroviaria de la ciudad de Lucca. Es cabecera de las líneas que conectan con las ciudades de Pisa y Aulla . Todas las líneas son de carácter local, cubiertas exclusivamente por trenes regionales. La estación de tren más importante de la provincia de Lucca se encuentra en Viareggio. 

## Historia

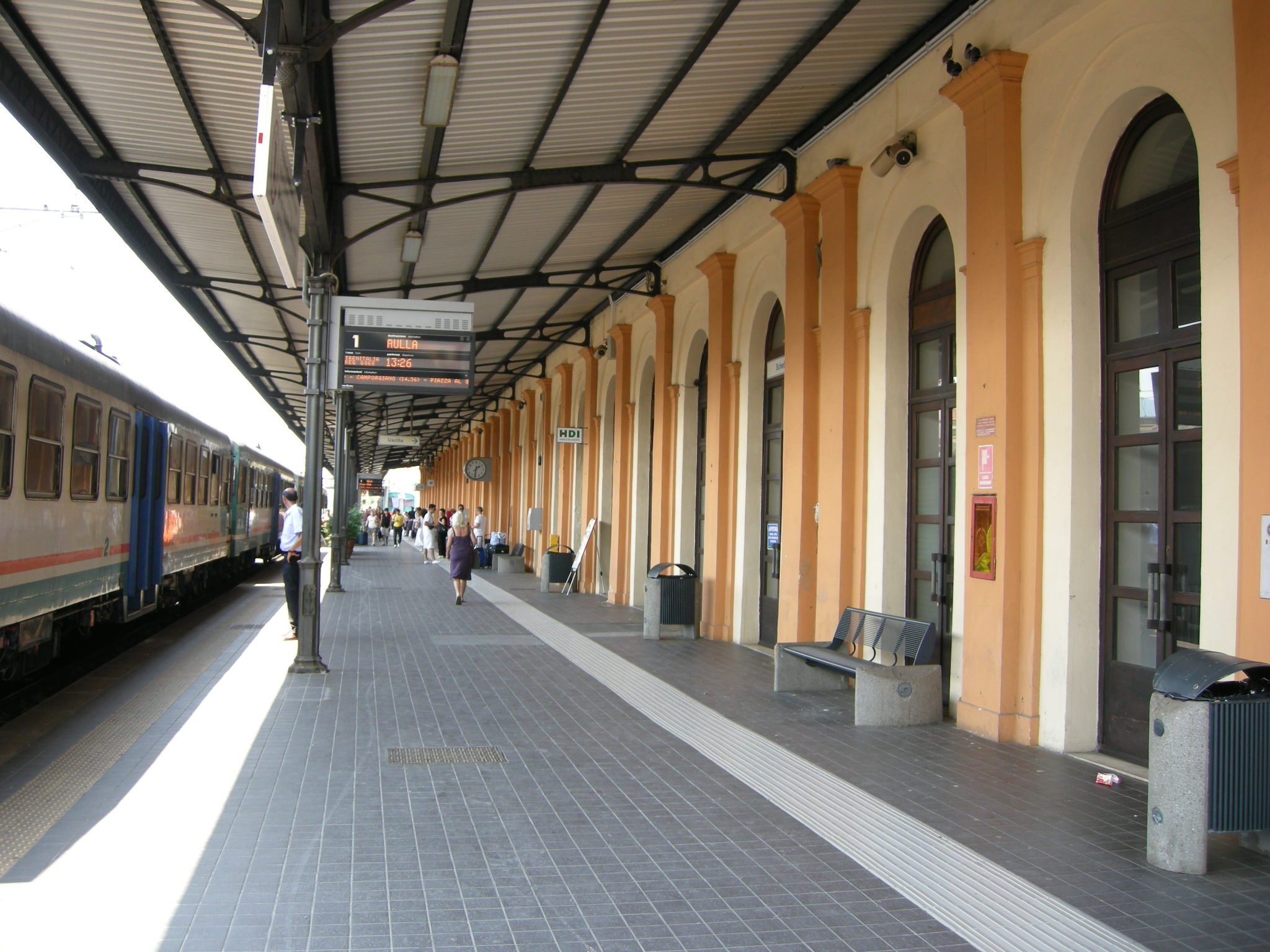
Tren en el andén 1

La estación tiene seis andenes, cinco de los cuales se utilizan para el servicio de pasajeros y tres andenes troncales. Los trenes hacia y desde el Valle medio del Serchio, la Garfagnana y la Lunigiana paran en el andén número 1, los trenes de mercaderías pasan por el andén 2, los trenes que vienen de Florencia a Viareggio paran en el andén 3, los trenes que vienen de Viareggio paran en el andén 4 y se dirigen a Florencia, los andenes 5 y 6 se utilizan para detener los trenes que se dirigen hacia las colinas, hacia Pisa y hacia Florencia, los andenes 1 y 2  oeste se utilizan como final de las líneas hacia Pisa y hacia Viareggio. El andén 1 este se utiliza como terminal de la línea a Florencia.
En la estación hay un bar, baños, una oficina de la Policía Ferroviaria (Polfer), una boletería y, frente al edificio, un estacionamiento y una parada de taxis y autobuses.

## Servicios
La estación cuenta con:
- Boletería en el mostrador
- Sala de espera
- Baños
- Bar

## Intercambios
- Parada de autobús